# Trastuzumab
Trastuzumab (lastniško ime Herceptin) je humanizirano monoklonsko protitelo, ki se veže na receptor HER2 (Human Epidermal growth factor Receptor 2). Uporablja se za zdravljenje določenih oblik raka, zlasti raka dojke.

## Mehanizem delovanja
Receptorji HER so beljakovine v celični membrani, ki prenašajo molekulske signale iz zunanjosti v notranjost celice ter v njej vklapljajo in izklapljajo izražanje genov. Beljakovine HER uravnavajo celično rast, preživetje, adhezijo, migriranje ter diferenciacijo in so v rakavih celicah lahko ojačane ali oslabljene. Pri nekaterih vrstah raka se beljakovine HER prekomerno izražajo in povzročijo, da se celice nenadzorovano množijo.
Trastuzumab je humanizirano monoklonsko protitelo, ki se veže na zunajcelično domeno receptorja HER-2. Po vezavi povzroči od protitelesa odvisno celično citotoksičnost proti celicam s povečanim izražanjem receptorja HER-2.

## Uporaba
Trastuzumab se večinoma uporablja za zdravljenje raka dojke. HER-2 se povečano izraža tudi pri nekaterih drugih vrstah raka, kot so rak jajčnika, rak želodca, rak materničnega vratu. Zato se preučuje učinkovitost trastuzumaba tudi pri teh vrstah rakov.
Pomembno je, da se terapija s Herceptinom uvede le pri HER-2-pozitivnih oblikah raka, saj je trastuzumab drag in domnevno toksičen za srce. Zato se najprej izvede testiranje, s katerim se določi obseg izražanja beljakovine HER-2 na površini rakavih celic. Čee se ugotovi, da je izražanje beljakovine HER-2 povečano, je pacient primeren za uvedbo terapije s transtuzumabom. V primeru HER-2-negativnih oblik raka bi bilo tveganje za srčno toksičnost preveliko in ne bi odtehtalo morebitnega učinka, ki bi ga trastuzumab imel na rakave celice.

## Učinkovitost
Trastuzumab je učinkovit za zdravljenje raka dojke z zasevki v monoterapiji, še učinkovitejša pa je kombinacija s citostatiki (z docetakselom ali paklitakselom). Kombinirano zdravljenje podaljša čas do napredovanja bolezni in tudi celokupno preživetje. Dopolnilno enoletno zdravljenje s trastuzumabom zmanjša tveganje za ponovitev bolezni za približno polovico in tveganje za smrt zaradi raka dojke za približno 30 %. Nekatere bolnice s HER2-pozitivnim rakom dojke se na zdravljenje s trastuzumabom ne odzovejo (gre za t. i. primarno neodzivnost), lahko pa bolezen napreduje po določenem obdobju remisije (sekundarna neodzivnost).

## Neželeni učinki
Najpogostejši neželeni učinki pri zdravljenju s trastuzumabom so povezani z infuzijo in se pojavijo pri do 40 % pacientov. Večinoma se pojavijo bolečina, vročina, mrzlica in glavobol, ki jih uspešno odpravijo paracetamol, difenhidramin in petidin.
Pomemben zaplet, ki se lahko pojavi pri zdravljenju s trastuzumabom, je srčna disfunkcija. Pojavi se pri 2 do 7 % zdravljenih bolnikov.